# Лівий революційний рух (Болівія)
Лівий революційний рух (ісп. Movimiento de la Izquierda Revolucionaria - Nueva Mayoría) — соціал демократична політична партія в Болівії. Була членом Соцінтерну.

## Історія
Партію було засновано 1971 року шляхом злиття лівої фракції болівійської Християнської демократичної партії та радикального лівого студентського крила Революційного націоналістичного руху. З самого початку лідером партії був Хайме Пас Самора. Партія мала значний вплив у робітничому русі й політиці на початку 1970-их років, але була придушена урядом Гуго Бансера.
1978 року ЛРР об'єднався з лівоцентристським РНР колишнього президента Ернана Сілеса Суасо. Після кількох років нестабільного військового правління президентом країни 1982 року став Сілес Суасо. Хайме Пас Самора став віце-президентом. Після 1985 року партія переглянула свою ідеологію, відмовившись від принципів марксизму й боротьби класів, після чого з партії пішли деякі її члени, проте ЛРР розширив свій електорат і всередині партії припинились суперечки. 1989 року лідер партії Хайме Пас Самора став президентом країни.
Нинішнім лідером партії залишається колишній президент Хайме Пас Самора, проте майбутнє партії викликає певні сумніви.